# Dorcadion enricisturanii
Dorcadion enricisturanii là một loài bọ cánh cứng trong họ Cerambycidae.